# Guildes
 (juin 2023).
Si vous disposez d'ouvrages ou d'articles de référence ou si vous connaissez des sites web de qualité traitant du thème abordé ici, merci de compléter l'article en donnant les références utiles à sa vérifiabilité et en les liant à la section « Notes et références ».
Cet article concerne le jeu de rôle. Pour l'institution médiévale, voir Guilde.
Guildes est un jeu de rôle français de Cyrille Daujean, Mathieu Gaborit, Frédéric Weil et coll., publié par la maison d'édition française Multisim en 1996.

## Présentation
L'action du jeu se déroule dans un univers imaginaire nommé Cosme. Six peuples typés vivent dans un archipel nommé les Rivages alors que se produit un cataclysme : un raz-de-marée dévaste les côtes des îles. Quelques mois plus tard, on découvre qu'un nouveau continent est « apparu » à deux mois de navigation, recelant de mystérieuses peuplades, créatures et puissances magiques. Les joueurs interprètent des natifs des Rivages et font partie d'organisations nommées Guildes, vouées à l'exploration et l'exploitation des ressources du Nouveau Monde. L'ambiance est très proche de l'exploration de l'Amérique par les Européens, le côté magique et fantastique en plus.
Le système de jeu est simple : chaque personnage est défini par des caractéristiques chiffrées (Fort, Agile, Résistant, Observateur, Savant, Rusé, Talentueux, Charmeur) et de compétences (Navigation, Médecine, Négoce, Astronomie, Armes, etc.). Afin de définir si une action est réussie, la somme de deux dés à six faces (d6), de la caractéristique et la compétence appropriées est comparée sur une table avec la difficulté de l'action (de « routine » à « impossible ») ; un niveau de réussite (ou d'échec) variant de « réussite critique » à « échec critique » est alors interprété par le meneur de jeu.

## Les manuels et suppléments

### Les suppléments de la première édition
- Guildes, La Quête des Origines (boîte de base, 1re édition), qui comprend :
  - Un livret de présentation du jeu et d'initiation au jeu de rôle : "À la découverte de Guildes";
  - Un dossier nommé "Les Rivages" contenant trois livrets pour la création de personnages et de guildes, en plus d'une carte des Rivages;
  - Un livre de règles du jeu de 80 pages nommé "L'Aventure";
  - Un livre de 120 pages décrivant le monde, nommé "Le Continent", et contenant deux scénarios : "Le réveil" et un autre en deux parties : "La nef d'hiver" et "Le géant d'Aquame".
  - Une carte approximative de la Contrée de Gillian
- Le paravent comprenant aussi des corrections de règles et un scénario : "Les Perles de Nocte".
- Les Carnets Pourpres, un recueil de scénarios, comprenant "L'Oasis Mélancolique", "La Chute des Icarides", "Plus noir que vous ne le pensez" et "Le roi fou".
- Le Loom, un livre de 176 pages qui comprend le système de magie, les listes des sorts, tours et sortilèges de phylums, et des informations sur tous les phénomènes loomiques.
- Les deux volumes de l' Atlas du Continent. Le premier détaille les contrées de la Corne de Sagesse, de la Couronne Stellaire et des Marches de Gambe et des cartes en couleur de ces régions ; le second décrit les contrées des Baronnies Rouges, de l'Empire du Noir Couchant et du Berceau de Dana et contient une carte des six contrées riveraines.
- Les suppléments décrivant chacune des Maisons des Rivages. Quatre sont parus: Les Venn'Dys - comprenant également des détails sur les canons et le calendrier -, Les Ashragors, Les Kheyza et Les Gehemdals.
- L'Aventurier, un supplément décrivant le recrutement et la formation dans les Académies et les Guildes, la marine océane (organisation, vie à bord, vaisseaux...), la survie sur le Continent, un bestiaire, un précis d'herboristerie, de nouvelles armes et armures, les peuples continentaux (autochtones, transients et métis) et contenant une longue liste d'équipements et de prix.
- Le Requiem des Ombres, la boîte de la première partie de la "Campagne du Nouveau Monde", comprenant :
  - Le livret "La Contrée de Gillian" décrivant l'Empire de Phaleen, les Dynasties Fantômes, la Principauté de Mirol, la cité de Rask, le Peuple-Pierre de Lebd, les routes, la Guilde d'Almara et la Scabarre
  - Le livret "Le Requiem des Ombres" lançant la campagne, et contenant en outre un système de combat naval et de navigation, et un système de combat de masse
  - Une carte de la Contrée de Gillian
- L'Aube des prophètes bleus, le livre de la deuxième partie de la "Campagne du Nouveau Monde", comprenant les scénarios de la suite de la campagne, des descriptions de Port Concorde, du Sénat de la Constellation, de l'île de l'Astramance et de la ville de Snake, ainsi que 51 synopsis d'aventures.
- L'Automne des Mages, le livre de la troisième (et dernière ?) partie de la "Campagne du Nouveau Monde", comprenant les scénarios de la suite de la campagne, des descriptions de la Cité de Jonril et de l'Ordre Loomique de Twance, et des révélations (hélas toujours incomplètes) sur les mystères du Continent.

### Les suppléments de la seconde édition
- Guildes : El Dorado paru en 2000 constitue le livre de base de la seconde édition de Guildes. Il comprend le nouveau système de jeu et une évolution du monde en orientant son exploration au-delà des contrées riveraines du Continent.
- L'Écran sur quatre volets, reprenant côté joueur des illustrations du livre de base et côté meneur de jeu un résumé des règles.
- La route de Syrius présente 3 écrins continentaux (régions) explorés par Syrius, un aventurier disparu, et que peuvent à nouveau arpenter les personnages des joueurs.
- Le rêve de Silec Octal* Le triomphe de Bételgeuse
- L'art étrange
- L'art guerrier
- L'art guildien

### Autres produits
- Des romans écrits par Stéphane Marsan, la trilogie des "Carnets de la Constellation", soit L'Épreuve de l'Astramance, La Cathédrale des Cimes et Les Miroirs de Cosme, et une seconde trilogie, "La Légende de Shamir", comptant L'Or de Nébuleuse, Le Château de Nocte et L'Empire des Naufrageurs.
- Un prozine, Terra Incognita , dont seul le numéro 1 a paru.
- Des scénarios dans la revue Casus Belli :
  - Les Feux de la Terre (#95, juin 1996)
  - Fleur-Naufrage (#98, octobre 1996)
  - Rien que pour Erik (#106, juin 1997)
  - Les Sentinelles du Désert (hors-série #22, juillet 1998)
  - Un voleur tout désigné (#120, juin-juillet 1999)
- Un jeu de cartes à jouer et à collectionner.

## Description du monde imaginaire deGuildes

### Contexte historique de Cosme
Ce qui est appelé Cosme par ses habitants est l'ensemble de ce qui s'impose à leurs sens dans leur univers. Le ciel de Cosme est éclairé la nuit par trois lunes de couleur bronze, argent et or dont le cycle n'est pas régulier et le jour par deux soleils et d'étranges franges de lumière mouvantes nommées Feux-du-Ciel qui s'étendent entre eux. Deux régions en font partie : l'archipel d'origine des peuples de Cosme, nommé les Rivages, ainsi qu'un nouveau Continent, entouré de plusieurs océans qui les baigne. Pour les habitants de Cosme, on y inclut également les habitants, les animaux, les bâtiments et les objets.  Dans le monde de Guilde, Cosme est donc peu ou prou un synonyme d'Univers.
Les origines de Cosme sont peu décrites. La chronologie des lieux commence par des légendes décrivant le Cataclysme, qui aurait eu lieu alors que les Feux-du-Ciel s'embrasèrent, les terres furent brûlées et que les océans asséchés. Les civilisations de Cosme furent alors détruites alors que les hommes retournaient à l'état de bêtes. La cosmologie de Guildes raconte qu'une seule femme, nommée l'Astramance et apparemment immortelle, aurait survécu au Cataclysme. Cette femme demeure depuis dans une des îles des Rivages, faisant office d'oracle en énonçant divers augures sur l'avenir de Cosme et de ses habitants. Pour ce qu'en savent les habitants de Cosme, ses prédictions se sont toujours réalisées, et les membres de l'actuelle Maison des Kheyza sont ses gardiens et serviteurs.
Les siècles passèrent, les populations de Cosme s'assemblèrent en peuples selon leur culture et leurs caractéristiques physiques et formèrent ce qui allait devenir les six Maisons contemporaines de l'époque du jeu. Avec la croissance de la population et la taille restreinte des territoires des Rivages (ce qui restait des terres après le Cataclysme), s'ensuivit la guerre. Durant trois siècles, les Maisons s'affrontèrent en différents conflits décrits comme "héroïques mais barbares". Grâce à leur maîtrise de la forge et des métaux, ce fut les Gehemdals qui en sortirent vainqueur et qui fondèrent ce qui fut appelé le Premier Empire Métallique, ce qui créa l'établissement d'une nouvelle civilisation. La maison des Ashragors supportait mal d'avoir à répondre de leurs actes aux Gehemdals, et l'Empire, après deux siècles d'existence, vola en éclats pour un autre millénaire de guerre. Le deuxième Empire finit par être fondé d'un commun accord entre les Maisons, et une influence égale fut donnée à chacune d'elles. Ce nouvel Empire Métallique dura quatre cents ans. Cette fois, nulle révolte ne fut à l'origine de sa disparition. Simplement une lente déchéance, le désengagement de l'état, un ralentissement des contacts entre les différentes Maisons et, bientôt, dans les faits, le deuxième Empire n'était plus qu'un souvenir. Plusieurs siècles passèrent, où les Maisons s'établirent en États et évoluèrent chacune de leur côté. Les échanges s'amenuisèrent, et le temps ne fut pas long avant que chacun des peuples stagnent, s'enfermant dans la routine et le conservatisme. Sauf peut-être les Venn'dys, qui avaient bannis les Arts Étranges de leur maison pour s'adonner à la science et aux nouvelles techniques.
Il faut dire que les conflits et la Stagnation étaient dus en partie également à la lente décroissance du Loom dans les Rivages. Le loom est l'énergie magique présente dans Cosme qui permet d'utiliser la magie, et qui est présente sous six formes désignées par des couleurs : noir, jaune, rouge, vert, violet et invisible. Tous les Natifs (ainsi sont nommés dans Guildes les habitants des Rivages) à l'exception des membres de la maison Felsin, possèdent en eux-mêmes "l'étincelle de loom" qui comprend les cinq couleurs visibles de loom. Les Felsins, quant à eux, ne possèdent dans leur étincelle que du loom invisible. Aux origines des rivages, on pouvait trouver du loom dans les plantes et les animaux, dans certains emplacements spéciaux, ou encore sous sa forme pure de cristal de couleur. Mais le loom s'est peu à peu épuisé dans les rivages, ne faisant qu'exacerber les combats pour sa maîtrise, et causant peut-être finalement la Stagnation lors de sa disparition complète à part l'étincelle de loom de chacun des natifs. Disparus, les puissants Sorts des anciens, seuls restaient les petits Tours où l'étincelle de loom était suffisante. Mais le temps du changement arrivait…
En 206 de la chronologie du monde de Guildes, de mystérieux événements se produisirent. Premièrement, un immense raz-de-marée balaya les rivages, causant d'énormes dommages aux villes côtières et tuant des milliers de gens. C'est à ce moment que certains se rappelèrent les augures de l'Astramance de l'année précédente, parlant de "poissons morts sur les plages, messagers du retour". Cet événement, présage de grands changements, fut si marquant que le calendrier fut remis à zéro et recommencé à compter les années à partir de ce moment. L'époque de la première édition du jeu Guildes commence donc en "206 de l'âge de l'Aventure". D'autres événements tout aussi mystérieux se produisirent. Une nuit, tous les Ulmèques firent le même rêve ; les Gehemdals entendirent à nouveau la corne d'appel de leur dieu forgeron, Liam; les Felsins, victimes d'une malédiction et affligés d'une amnésie collective concernant leur histoire passée une certaine date, constatèrent d'étranges incidents dans les Temples Oubliés sur leur territoire ; le pays Ashragor fut recouvert d'exhalaisons démoniaques pendant un jour et une nuit ; tous les Kheyza furent rendus muets pendant une journée; certains Venn'dys commencèrent à être atteints de la Langueur, une maladie rendant amorphe le malade jusqu'à sa dissipation pure et simple…
Selon les légendes des Natifs, un Venn'dys nommé Orion décida de partir à l'aventure, de l'autre côté de la mer Océane, à la recherche d'un remède pour la Langueur dont était atteinte sa bien-aimée. S'il ne revint jamais de son périple, un marin Ulmèque trouva toutefois son journal de bord sur une côte des Rivages, enfermé dans une amphore scellée. Ce journal racontait l'histoire d'une fabuleuse découverte : un immense Continent, à deux mois de navigation des Rivages, était apparu dans la mer Océane. Tellement immense, en fait, que personne n'a encore réussi ne serait-ce qu'à trouver un début de courbe qui permettrait d'en faire le tour… Le Continent recelait un grand nombre de fantastiques particularités : d'étranges peuples, humains et même non-humains, aux civilisations millénaires bien qu'il semblait que le Continent venait d'apparaître; de mystérieux endroits et créatures déroutantes; des saisons capricieuses et aux effets subtils; des ressources gigantesques qui ne demandent qu'à être cueillies et… du loom en quantité! L'enthousiasme gagna rapidement tous les natifs, et, à la suite des premiers aventuriers qui mirent le pied sur le continent et qui font maintenant figure de légende, des nombreuses Guildes furent formées et continuent d'être formées avec plusieurs objectifs en tête : explorer le Continent, exploiter ses ressources dont le loom, contacter de nouveaux peuples, y faire du commerce, y gagner de la connaissances dans de multiples domaines, y apprendre comment étendre les Arts Étranges… L'Astramance fit alors sa prophétie la plus célèbre, parlant du Continent à la fois comme d'un bonheur et d'un malheur pour les Natifs, et que les Felsins y trouveraient la réponse à leur malédiction.
Si les débuts des guildes se firent dans le chaos, la compétition d'influence avec les Maisons devint rapidement très forte et des arrangements avec ces dernières furent établis, disant que seules les guildes pourraient transporter vers le Continent plus de cent personnes par an, et pour contrôler cela fut établi le Sénat de la Constellation où siègent régulièrement tous les Grand Maîtres de guildes. C'est d'ailleurs à cette même époque que fut créé un langage commun pour aider aux communications entre maisons, le Guildien, et que fut frappée la première monnaie commune, le Guilder. De la même manière, pour réguler la pratique des Arts Étranges fut fondé l'Ordre Loomique de Twance. Depuis, l'appel du continent, de l'aventure et, peut-être, de la richesse et de la célébrité se fait entendre pour de nombreux Natifs audacieux qui, après une formation dans l'une des académies guildiennes, peut s'engager pour l'une d'elles et partir à la découverte, par-delà la Mer Océane.

### Description des six Maisons des Rivages telles que vues par un natif
Les raisons d'exploration du Continent sont en fait triples : l'intérêt naturel des Guildes pour son exploitation, le fait qu'il semble que la solution d'un mystère de chacune des Maisons trouve sa solution sur le Continent, et la motivation propre de l'Aventurier qui le pousse à partir au large. 

Les Guildes ont besoin pour l'exploration et l'exploitation du Continent de Natifs de toutes professions, de l'artisan au guerrier, du mage au malandrin, du marin au lettré, du marchand au bateleur. L'apport de membres de chacune des six maisons est également nécessaire, car ils ont chacun leurs connaissances, leur culture, leur caractère et leur Art Étrange particuliers. [Note du Scribe : Les auteurs de Guildes ont puisé leur inspiration pour les Maisons de peuples imaginaires ou historiques. Bien qu'ils les aient passablement modifiés, on donnera dans les courtes description qui suivent le peuple les ayant inspirés pour donner une idée générale de la Maison en question.]

#### Les Ulmèques
Peuple inspiré des anciens peuples d'Amérique centrale et du sud, surtout les Aztèques et Incas.
Les natifs de la Maison des Feux-du-Ciel vivent sur les plateaux fertiles creusés de canyons et les profondes jungles qui les entourent dans le sud des Rivages, dans des demeures et des palais de pierres, dans des cités reliées par un important réseau routier. Parfois de petite taille mais solides, ils se distinguent par leur peau basanée et ornementée, ainsi que les atours qu'ils aiment à porter. Leur société strictement hiérarchisée est dirigée par les Rêveurs Sacrés entourant le Fils du Soleil, et par une importante bureaucratie de scribes. On les dit fort habiles en artisanat, et qu'ils sont un peuple jovial mais rusé, donnant d'excellents conseillers ou marchands.
Leur Art Étrange, l'Art Onirique, utilisant le loom vert, leur permet d'arpenter le monde des rêves, qu'ils appellent Nocte (par opposition au monde réel, clair grâce au Fils du Soleil). Ils peuvent alors modifier Nocte et ainsi s'immiscer dans les rêves des autres, ou encore ramener certains êtres ou objets de Nocte dans notre monde. Pour ce faire, ils utilisent des gemmes de Nocte, des pierres précieuses ramenées du monde des rêves qu'ils utilisent en conjonction avec le loom. Leurs légendes parlent d'une immense bibliothèque, contenant tout le savoir du monde, qui serait située quelque part, bien cachée, et probablement sur le Continent…

#### Les Gehemdals
Peuple inspiré des vikings et de celtes qui vivraient en régime féodal.
Les natifs de la Maison des Forges Impériales vivent dans les vallées des fjords du nord des Rivages ainsi que les plaines fertiles qui les bornent dans des villes aux murs impressionnants, des maisons paysannes de pierre ou des châteaux-forts. Leur grande taille et leur physique souvent solide sont rehaussés par des cheveux blonds ou roux et un regard perçant. Ils vivent dans un régime féodal sous le commandement de l'empereur, où ducs et barons ne cessent de se disputer des terres. Ils honorent le courage, les grandes cérémonies et l'art de la guerre, et sont reconnus pour la qualité de leurs forgerons et de leurs sculpteurs, quoique certains peuples se plaisent à ne pas les considérer comme très éveillés (et ils sont parfois surpris).
Leur Art Étrange, l'Art Métallique, utilisant le loom rouge, consiste en l'utilisation des pouvoirs ou des résonances contenus dans les différents Métaux Sacrés qu'ils forgent en armes ou en amulettes. Ils sont la seule maison à croire en un panthéon développé et sont convaincus que quelque part sur le Continent se retrouve la Terre des Dieux, où ils pourraient rencontrer leurs divinités qui ne marchent plus parmi eux depuis des siècles.

#### Les Venn'dys
Peuple inspiré des Vénitiens de la Renaissance.
Les natifs de la Maison des Esprits vivent dans des cités lacustres, souvent à l'embouchure d'un fleuve, où dans l'arrière-pays paysans des grandes îles de l'ouest des Rivages. Toujours élégants, ils privilégient les vêtements légers, amples et voyants. Le Doge, élu à vie par les nobles, préside la destinée d'un peuple qui se considère comme le seul véritablement civilisé et raffiné des Rivages avec leurs Arts, les Lettres, leur éducation et leur diplomatie ; ils perdent toutefois beaucoup de leur rationalité lors de leurs fameux carnavals. On les reconnaît comme d'excellents marchands, et ils s'intéressent fort à la technique (pas tout à fait à la science pure) : on leur doit l'imprimerie, les canons, de rapides voiliers et même les aérostats qui flottent dans les airs de l'archipel.
Bien que les Venn'dys aient officiellement banni les Arts Étranges de leur Maison, leur préférant la science, les quelques mages qui pratiquent l'Art Étrange venn'dys en cachette, l'Art Sorcier, réussissent à manipuler les éléments grâce au loom jaune. Depuis que la Langueur les a frappés après les premiers retours du Continent, les doctes venn'dys recherchent ardemment un remède à cette maladie, qui se trouve probablement d'où semble provenir le Mal, de l'autre côté de l'Océane…

#### Les Ashragors
Peuple inspiré des Melnibonéens de la série d'"Elric le nécromancien".
Les natifs de la Maison des Princes Mortifères vivent dans des contrées de marais, de sombres forêts, de montagnes déchiquetées et de landes battues par les éléments, dans des villes aux architectures malsaines. Souvent grands et minces, aux cheveux noirs ou blancs, aux yeux noirs ou rouges (pour ce qui est de la noblesse), ils affectionnent les capes, les vêtements amples opposant souvent deux couleurs. Ils vivent dans une société hiérarchisée, dirigée par le Pontifex, centrée autour de l'Église Démoniaque qui vénère un prince-démon nommé Ashragor. Une discipline militaire règne dans tout le pays, dont les frontières sont le plus souvent fermées aux étrangers. Les autres Maisons les considèrent comme mauvais et décadents, et se méfient grandement d'eux.
Leur Art Étrange, l'Art Démonique, utilise le loom noir afin d'invoquer des démons d'autres dimensions, ou encore pour animer les corps des morts. Depuis longtemps, les grands prêtres Ashragors recherchent le portail qui permettrait à notre monde d'entrer en contact avec le plan d'Ashragor. Or, tout semble indiquer qu'il serait sur le Continent…

#### Les Kheyza
Peuple inspirés des tsiganes et un peu des amérindiens des plaines.
Les natifs de la Maison des Gardiens de l'Astramance n'ont plus de terres à eux depuis qu'ils en ont été bannis par les autres maisons après avoir essayé d'utiliser d'antiques technologies interdites il y a des millénaires pour essayer d'arrêter la guerre ayant mené au premier empire métallique. Ils errent maintenant en longues caravanes sur les terres et les mers des Rivages, établissant pour un temps çà et là leur villages de tentes et de roulottes. Les brassages raciaux font que les membres de cette maison ont une grande variété physique, mais sont souvent bien proportionnés, la peau jaunie ou tannée par le soleil, les yeux bleus, verts ou gris dorés. Toute leur culture est centrée autour de l'errance, du voyage, de la famille, du clan, et de la connaissance (grâce aux bibliothèques bien fournies qu'ils transportent dans leurs roulottes). On dit d'eux qu'ils sont d'excellents tisserands, qu'ils font de bon cavaliers, éclaireurs, orateurs ou pratiquant des arts divinatoires. On les traite souvent de voleurs ou d'oiseaux de malheurs, mais beaucoup respectent leur sagesse ou leurs connaissances. Ils sont traditionnellement les gardiens de l'Astramance, dont ils protègent l'accès et interprètent les paroles.
L'Art Étrange kheyza, l'Art Sémantique, utilise le pouvoir des Vrais Noms des choses ou des êtres en même temps que le loom violet, ce qui leur permet de les contrôler. Selon eux, autrefois, les Vrais Noms faisaient partie des choses mêmes qu'ils désignent, mais ces Noms furent brisés et leur totalité se retrouve maintenant sur le Continent et attendent d'être redécouverts.

#### Les Felsins
Peuple inspirés à la fois des orientaux et des arabes médiévaux.
Les Natifs de la Maison des Palais Oubliés vivent dans les îles montagneuses, les côtes et les archipels océaniques du sud-est des Rivages, au sein de demeures à l'architecture élancée, couvertes de fresques et de couleurs harmonieuses. Agile et souple, le Felsin a un physique qui paraît parfois étrange aux yeux des autres maisons, la couleur de leur peau variant du brun-roussâtre au gris-bleu, et des yeux entre le vert et le violet avec un étrange éclat. Ils ont également la particularité d'être stériles avec les membres des autres maisons. Leur Maison est dirigée par un sultan entouré de divers conseillers, mais les femmes, des mères aux membres de harems, exercent une influence déterminante sur leurs consorts mâles. Ils maîtrisent les artisanats et le dressage des animaux, et excellent par leur subtilité aux armes. On apprécie leur rectitude mais les Felsins l'exigent aussi de ceux avec qui ils traitent, et gare à leur colère si on les trompe.
Leur Art Étrange, l'Art Martial, est une prolongation de leurs capacités physiques qu'ils augmentent en s'inspirant des comportements animaux qu'ils imitent. Ils ne portent dans leur étincelle de loom que le loom invisible, et ne peuvent donc pas pratiquer les autres Arts Étranges. De plus, il semble qu'on ne puisse pas trouver de loom invisible sur le Continent, et les Felsins conservent donc leur loom seulement en eux-mêmes. Les Felsins se sont tous réveillés amnésiques sur leur territoire au lendemain du Cataclysme, au sein de palais superbes, sans se souvenir de quoi que ce soit. Ils considèrent cela comme une malédiction sur leur peuple et, inspirés par la prophétie de l'Astramance, en recherchent les raisons sur le Continent.